# Краухенвис
Краухенвис (њем. Krauchenwies) општина је у њемачкој савезној држави Баден-Виртемберг. Једно је од 25 општинских средишта округа Зигмаринген. Према процјени из 2010. у општини је живјело 5.029 становника. Посједује регионалну шифру (AGS) 8437065, NUTS и LOCODE код.

## Географски и демографски подаци
Краухенвис се налази у савезној држави Баден-Виртемберг у округу Зигмаринген. Општина се налази на надморској висини од 599 метара. Површина општине износи 44,7 km². У самом мјесту је, према процјени из 2010. године, живјело 5.029 становника. Просјечна густина становништва износи 113 становника/km².

## Међународна сарадња
| Мјесто  | Држава   | Врста сарадње | Од    |
| ------- | -------- | ------------- | ----- |
| Иштимер | Мађарска | пријатељство  | 1994. |
| Извор   |          |               |       |